# Chevry-en-Sereine
Chevry-en-Sereine ist eine französische Gemeinde mit 504 Einwohnern (Stand: 1. Januar 2022) im Département Seine-et-Marne in der Region Île-de-France. Sie gehört zum Arrondissement Provins und zum Kanton Nemours (bis 2015: Kanton Lorrez-le-Bocage-Préaux). Die Einwohner werden Chevriots genannt.

## Geographie
Chevry-en-Sereine liegt etwa 75 Kilometer südsüdöstlich von Paris. Nachbargemeinden von Chevry-en-Sereine sind Thoury-Férottes im Norden und Nordwesten, Voulx im Norden, Diant im Nordosten, Blennes im Osten, Vaux-sur-Lunain im Süden sowie Lorrez-le-Bocage-Préaux im Westen.

## Bevölkerungsentwicklung
| Jahr                      | 1962 | 1968 | 1975 | 1982 | 1990 | 1999 | 2006 | 2012 |
| Einwohner                 | 346  | 318  | 305  | 345  | 383  | 454  | 457  | 516  |
| Quelle: Cassini und INSEE |      |      |      |      |      |      |      |      |

## Sehenswürdigkeiten
Siehe auch: Liste der Monuments historiques in Chevry-en-Sereine
- Kirche Saint-Julien, Glockenturm aus dem 12. Jahrhundert, umgebaut im 19. Jahrhundert, Monument historique
- Reste der früheren Abtei Villechasson, Monument historique
- Schloss Chevry, Monument historique
- Wegkreuze

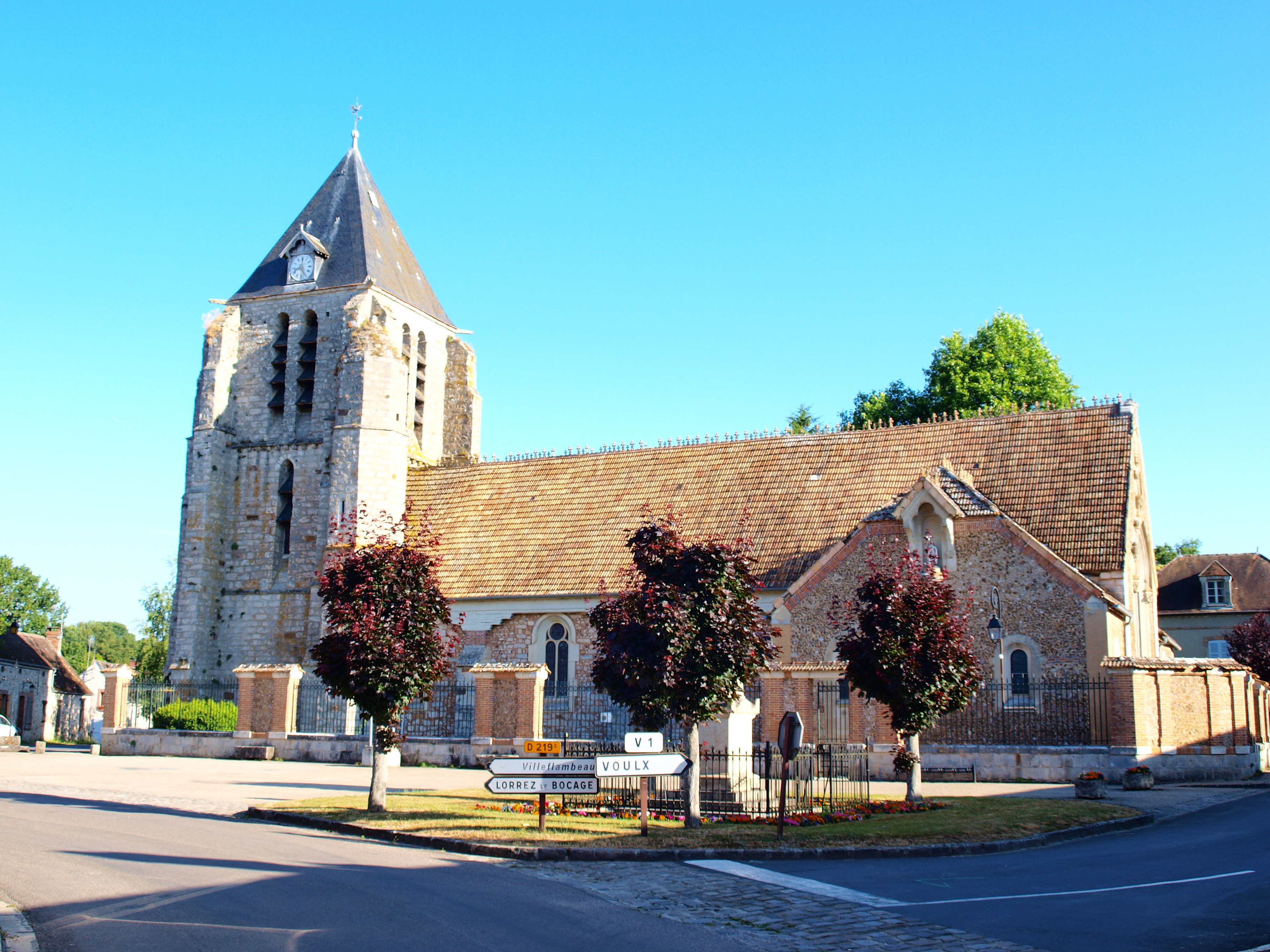
Kirche Saint-Julien
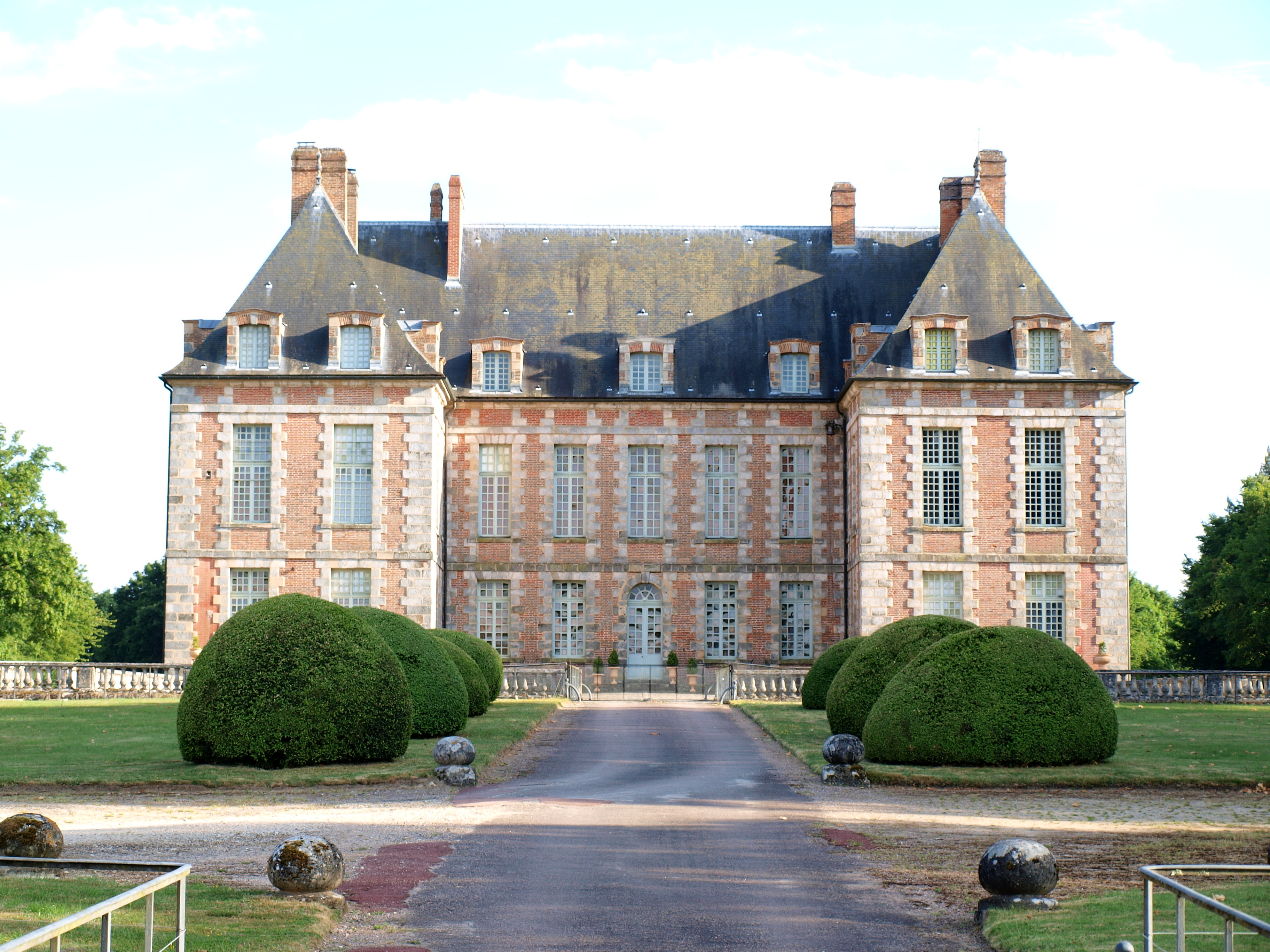
Schloss Chevry
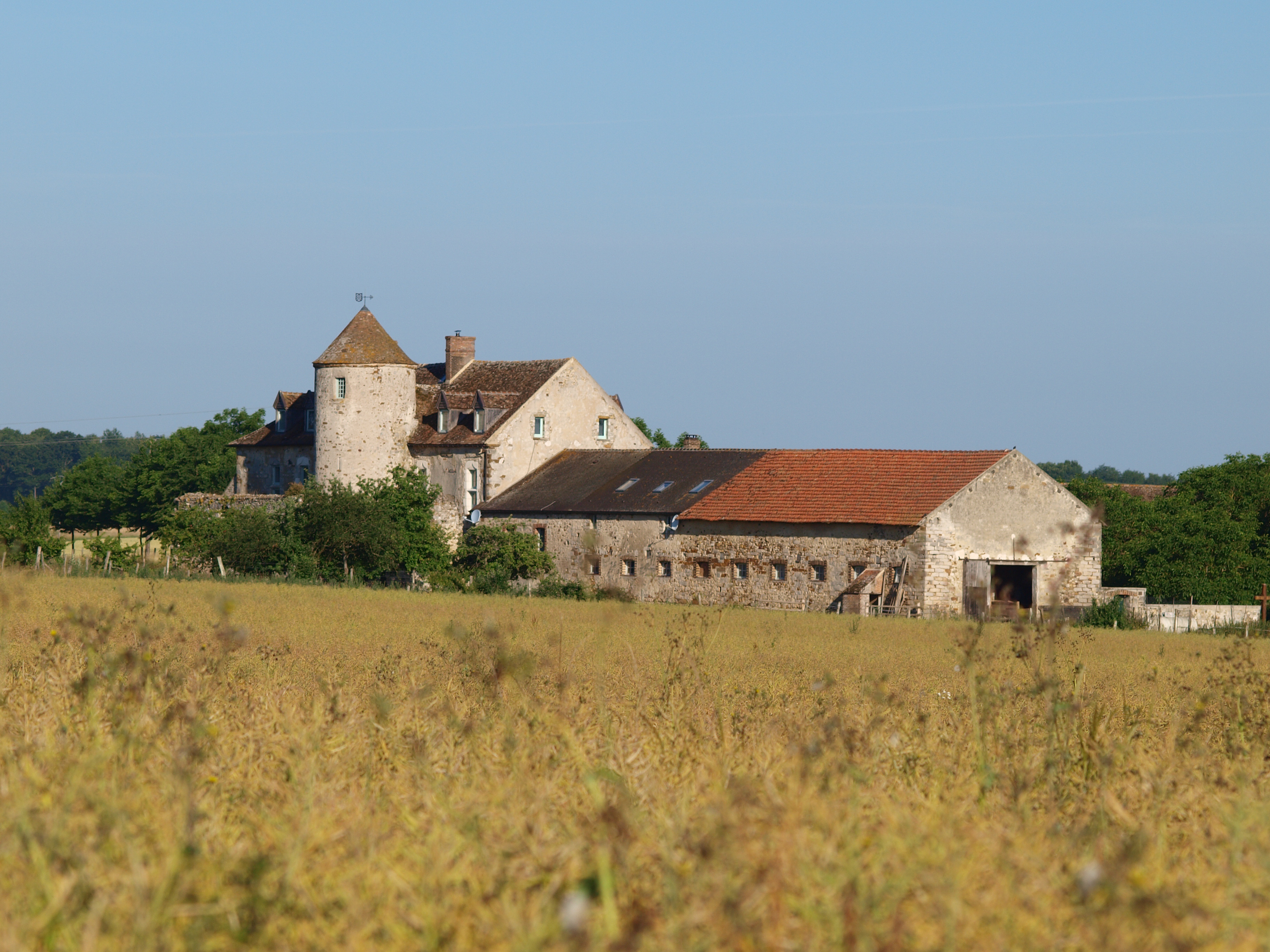
Reste der früheren Abtei Villechasson

## Gemeindepartnerschaften
Mit der deutschen Gemeinde Starzach in Baden-Württemberg besteht eine Partnerschaft.